# Győr-Moson-Sopron
Győr-Moson-Sopron är en provins i nordvästra Ungern vid gränsen till Slovakien och Österrike. Provinsen har 467 119 invånare (2019).

## Städer i Győr-Moson-Sopron
- Beled
- Csorna
- Fertőd
- Fertőszentmiklós
- Győr
- Jánossomorja
- Kapuvár
- Lébény
- Mosonmagyaróvár
- Pannonhalma
- Sopron
- Tét

## Byar
Provinsen har cirka 170 byar.
| - Abda - Acsalag - Agyagosszergény - Ágfalva - Árpás - Ásványráró - Babót - Bakonygyirót - Bakonypéterd - Bakonyszentlászló - Barbacs - Bágyogszovát - Bezenye - Bezi - Bodonhely - Bogyoszló - Börcs - Bőny - Bősárkány - Cakóháza - Cirák - Csáfordjánosfa - Csapod - Csér - Csikvánd - Darnózseli - Dénesfa - Dör - Dunakiliti - Dunaremete - Dunaszeg - Dunaszentpál - Dunasziget - Ebergőc | - Edve - Egyed - Egyházasfalu - Enese - Écs - Farád - Fehértó - Feketeerdő - Felpéc - Fenyőfő - Fertőboz - Fertőendréd - Fertőhomok - Fertőrákos - Fertőszéplak - Gönyű - Gyalóka - Gyarmat - Gyóró - Gyömöre - Győrasszonyfa - Győrladamér - Győrság - Győrsövényház - Győrszemere - Győrújbarát - Győrújfalu - Győrzámoly - Halászi - Harka - Hegyeshalom - Hegykő - Hédervár - Hidegség | - Himod - Hövej - Ikrény - Iván - Jobaháza - Kajárpéc - Károlyháza - Kimle - Kisbabot - Kisbajcs - Kisbodak - Kisfalud - Kóny - Kópháza - Koroncó - Kunsziget - Lázi - Levél - Lipót - Lövő - Maglóca - Magyarkeresztúr - Markotabödöge - Máriakálnok - Mecsér - Mezőörs - Mérges - Mihályi - Mosonszentmiklós - Mosonszolnok - Mosonudvar - Mórichida - Nagybajcs - Nagycenk - Nagylózs | - Nagyszentjános - Nemeskér - Nyalka - Nyúl - Osli - Öttevény - Páli - Pásztori - Pázmándfalu - Pér - Pereszteg - Petőháza - Pinnye - Potyond - Pusztacsalád - Püski - Rajka - Ravazd - Rábacsanak - Rábacsécsény - Rábakecöl - Rábapatona - Rábapordány - Rábasebes - Rábaszentandrás - Rábaszentmihály - Rábaszentmiklós - Rábatamási - Rábcakapi - Répceszemere - Répcevis - Rétalap - Románd - Röjtökmuzsaj - Sarród | - Sikátor - Sobor - Sokorópátka - Sopronhorpács - Sopronkövesd - Sopronnémeti - Szakony - Szany - Szárföld - Szerecseny - Szil - Szilsárkány - Tarjánpuszta - Táp - Tápszentmiklós - Tárnokréti - Tényő - Töltéstava - Und - Újkér - Újrónafő - Vadosfa - Vág - Vámosszabadi - Várbalog - Vásárosfalu - Veszkény - Veszprémvarsány - Vének - Vitnyéd - Völcsej - Zsebeháza - Zsira |